# Achterkamertjespolitiek
Achterkamertjespolitiek is het nemen van politieke beslissingen door een select gezelschap, buiten het zicht van het publiek. De uitdrukking raakte in de jaren 80 van de 20ste eeuw in zwang.
Meestal verwijst de term naar politieke beslissingen, waarvan bij voorbaat al vaststaat of ze wel of niet door het parlement zullen worden aangenomen, doordat partijen, meestal de regeringscoalitie, vooraf al een niet-openbaar overleg hebben gevoerd. Er wordt dan nog wel een debat over zo'n agendapunt gehouden, maar door het vooroverleg staat de uitkomst al vast en is het debat maar een schijnvertoning. De echte beslissingen worden figuurlijk in de achterkamer genomen.
Achterkamertjespolitiek kan ook een manier zijn om omstreden beslissingen te nemen, zonder deze eerst in een openbaar debat aan de orde te stellen.

## Oorsprong
De introductie van deze uitdrukking in het openbaar is mogelijk toe te schrijven aan het Eerste Kamerlid, Constant van Waterschoot, tijdens een beleidsdebat op 27 mei 1975.